# Avenue de la Victoire (La Réunion)
Pour les articles homonymes, voir Avenue de la Victoire.
L'avenue de la Victoire est une avenue de Saint-Denis, le chef-lieu de l'île de La Réunion, département d'outre-mer français dans le sud-ouest de l'océan Indien.

## Situation et accès
Orientée nord-sud, elle traverse d'abord le quartier du Barachois puis le centre-ville en remontant du front de mer jusqu'à la colonne de la Victoire, à partir d'où la voie se poursuit sous le nom de rue de Paris.

## Bâtiments remarquables et lieux de mémoire
Elle abrite plusieurs monuments historiques, notamment la cathédrale de Saint-Denis de La Réunion.